# Gustavo Ghidini
Gustavo Ghidini (Soragna, 22 luglio 1875 – Parma, 11 marzo 1965) è stato un avvocato e politico italiano.

## Biografia
Aderisce giovanissimo al Partito Socialista Italiano. Laureatosi in giurisprudenza all'università di Parma, si dedica alla professione forense e partecipa alla prima guerra mondiale come sottotenente di fanteria. Rientrato a Parma, diventa presidente dell'Ordine degli avvocati e procuratori.
È per quasi un decennio, fino al 1922, consigliere comunale e provinciale di Parma, nonché candidato, non eletto, alla Camera nelle elezioni del 1919, 1921 e 1924 per il Partito Socialista Italiano. 
Per le sue idee antifasciste subisce varie aggressioni e il suo studio legale è dato alle fiamme.
Dopo il periodo fascista e la II guerra mondiale è deputato alla Costituente per il Partito Socialista di Unità Proletaria, e membro della “Commissione dei 75”. Con la "scissione di palazzo Barberini" aderisce al PSLI. Nella I legislatura è eletto senatore in Emilia-Romagna nel collegio di Parma per la lista Unità Socialista.